# グリンめん
グリンめん（ぐりんめん）とは、葉緑素（クロレラ粉末）を配合した北海道産の緑色のひやむぎ。製造者は北海道上川郡清水町の田村製麺工業。北海道産小麦を100％使用し、なめらかでコシの強い食感が特徴。レトロなパッケージで包装されている。
緑色の麺であるのは、クロレラを練り込んであるため。クロレラに含まれるタンパク質やビタミン、ミネラル類などの栄養成分とクロロフィル（葉緑素）の抗酸化作用で、さまざまな健康効果があると言われている。北海道の蕎麦屋では抹茶を練り込んだ緑色の蕎麦があり、緑色の麺は普通であるため、食すのに抵抗はない。

## 商標
「グリンめん」は、田村製麺工業によって商標として登録されている。
| 登録項目等 | 内容等                      |
| ---------- | --------------------------- |
| 商標       | グリンめん                  |
| 称呼       | グリンメン，グリン          |
| 出願番号   | 商願2012-57554              |
| 出願日     | 2012年(平成24年)7月17日     |
| 登録番号   | 第5570095号                 |
| 登録日     | 2013年(平成25年)3月29日     |
| 権利者     | 田村製麺工業株式会社        |
| 役務等区分 | 30類 (緑色のひやむぎのめん) |